# Cryptandra
Cryptandra é um género botânico pertencente à família Rhamnaceae.

## Espécies
- C. alpina
- C. amara
  - C. a var. amara
  - C. a var. floribunda
- C. apetala
- C. arbutiflora
- C. aridocola
- C. armata
- C. ciliata
- C. coronata
- C. debilis
- C. ericoides
- C. filiformes
- C. gemmata
- C. glabriflora
- C. gracilipes
- C. grandiflora
- C. hispidula
- C. humilis
- C. intratropica
- C. lanosiflora
- C. leucopogon
- C. longistaminea
- C. mutila
- C. myriantha
- C. nudiflora
- C. nutans
- C. orbicularis
- C. parvifolia
- C. petraea
- C. pogonoloba
- C. polyclada
- C. propinqua
- C. pumila
- C. pungens
- C. recurva
- C. rigida
- C. scoparia
- C. spinescens
- C. spyridioides
- C. tomentosa
- C. tubulosa
- C. waterhouse